# Das Buschgespenst (Theaterstück)
Das Buschgespenst war ein Theaterstück nach dem gleichnamigen Roman von Karl May, das im Sommer 2015 auf drei verschiedenen Bühnen gespielt wurde: im Park der „Baldauf-Villa“ in Marienberg, an der Papiermühle Zwönitz und auf der Waldbühne Augustusburg.
Die Darsteller waren Mitglieder der Theatergruppe der „Baldauf-Villa“, der Hammerbühne Annaberg und Laiendarsteller.

## Inhalt
„In den Wäldern des Erzgebirges treibt eine Schmugglerbande ihr Unwesen. Ein Verstoßener fordert sein Recht. Arndt, so nennt er sich, wurde einst unschuldig eines Verbrechens bezichtigt und eingekerkert. Doch er konnte fliehen, kam in der Fremde zu Wohlstand und kehrt nun ins heimatliche Erzgebirge zurück, um den wahren Schuldigen zu finden. Er kommt zur rechten Zeit, denn gerade macht das „Buschgespenst“ die Gegend unsicher, und auch ein Mord passiert …“

## Quelle
- Eintrag im Karl-May-Wiki